# سیلا سلا
سِـیلا مائینی ماریاتا سلا (فنلاندی: Seela Maini Marjatta Sella؛ ‏ ۳۰ دسامبر ۱۹۳۶) بازیگر و صداپیشه اهل فنلاند است.
از فیلم‌هایی که وی در آن‌ها نقش داشته است، می‌توان به سیبلیوس اشاره نمود.
همچنین برندهٔ جوایزی همچون جایزه یوسی شده‌است.